# 劉信 (成化進士)
劉信（1445年—1504年），字朋節，四川敘州府南溪縣人，民籍，治《易經》。

## 生平
十月初六日生，行六。由縣學增廣生中式四川鄉試第十名舉人，會試中式第一百一名。年三十一歲中式成化十一年乙未科第三甲第六十六名進士。

## 家族
曾祖劉永壽，同知；祖劉琬；父劉恂，教授；前母郭氏；前母王氏；前母熊氏；張氏。永感下，妻胡氏，兄廣；本；文；廓；忠（同科進士）。